# Красная линия (Стокгольмский метрополитен)
Красная линия (швед. Röda linjen) — линия метрополитена в Стокгольме. Открыта в 1964 году. На линии действуют два маршрута — T13 и T14.

## Пассажиропоток
Наиболее высокий среднесуточный пассажиропоток на Красной линии наблюдался на станции метро Т-Централен (по состоянию на 2015 год).
| №  | Станция            | Среднесуточный пассажиропоток |
| -- | ------------------ | ----------------------------- |
| 1  | Т-Централен        | 82 200                        |
| 2  | Слюссен            | 40 600                        |
| 3  | Эстермальмсторг    | 37 000                        |
| 4  | Лильехольмен       | 31 700                        |
| 5  | Текниска хёгскулан | 25 500                        |
| 6  | Ропстен            | 20 100                        |
| 7  | Хурнстулль         | 19 200                        |
| 8  | Мариаторгет        | 18 300                        |
| 9  | Карлаплан          | 16 700                        |
| 10 | Дандерюдс шукхус   | 14 700                        |

## Пересадки
| Пересадка на линию | Со станции                     |
| ------------------ | ------------------------------ |
| Синяя линия        | Т-Централен                    |
| Зелёная линия      | Т-Централен Гамла стан Слюссен |
| Жёлтая линия       | Лильехольмен                   |

## Маршруты

### T13
- Ропстен (Ropsten)
- Йердет (Gärdet)
- Карлаплан (Karlaplan)
- Эстермальмсторг (Östermalmstorg)
- Т-Сентрален (T-Centralen)
- Гамла стан (Gamla stan)
- Слюссен (Slussen)
- Мариаторгет (Mariatorget)
- Зинкенсдамм (Zinkensdamm)
- Хурнстулль (Hornstull)
- Лильехольмен (Liljeholmen)
- Аспудден (Aspudden)
- Эрнсберг (Örnsberg)
- Аксельсберг (Axelsberg)
- Мелархёйден (Mälarhöjden)
- Бреденг (Bredäng)
- Сетра (Sätra)
- Шерхольмен (Skärholmen)
- Ворберг (Vårberg)
- Ворбю горд (Vårby gård)
- Масмо (Masmo)
- Фиттья (Fittja)
- Альбю (Alby)
- Халлунда (Hallunda)
- Норсборг (Norsborg)

### T14
- Мёрбю сентрум (Mörby centrum)
- Дандерюдс шукхус (Danderyds sjukhus)
- Бергсхамра (Bergshamra)
- Университетет (Universitetet)
- Текниска хёгскулан (Tekniska högskolan)
- Эстермальмсторг (Östermalmstorg)
- Т-Централен (T-Centralen)
- Гамла стан (Gamla stan)
- Слюссен (Slussen)
- Мариаторгет (Mariatorget)
- Зинкенсдамм (Zinkensdamm)
- Хурнстулль (Hornstull)
- Лильехольмен (Liljeholmen)
- Мидсоммаркрансен (Midsommarkransen)
- Телефонплан (Telefonplan)
- Хегерстенсосен (Hägerstensåsen)
- Вестерторп (Västertorp)
- Фруэнген (Fruängen)